# Via Antonio Canova
Via Antonio Canova si trova nel centro di Treviso, collega piazza del Duomo a borgo Cavour (già borgo SS. Quaranta).

## Note urbanistiche

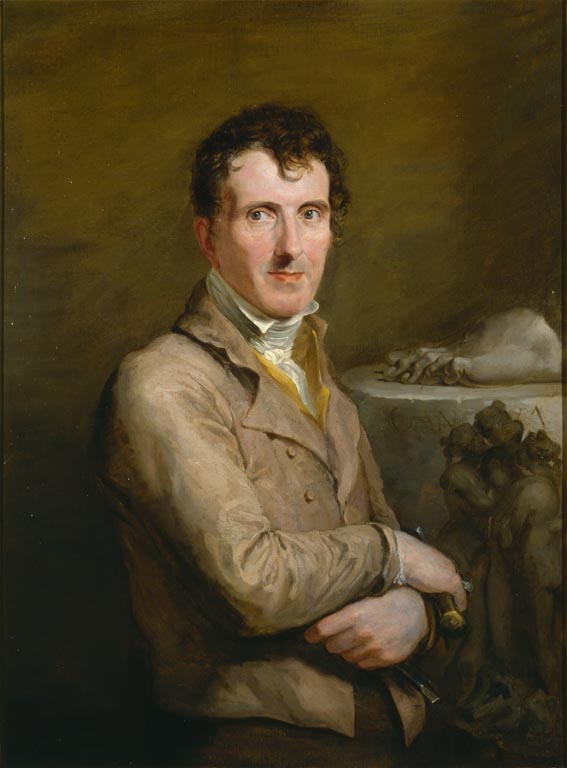
Antonio Canova, di George Hayter. Olio su tela, 1817.

## Galleria d'immagini

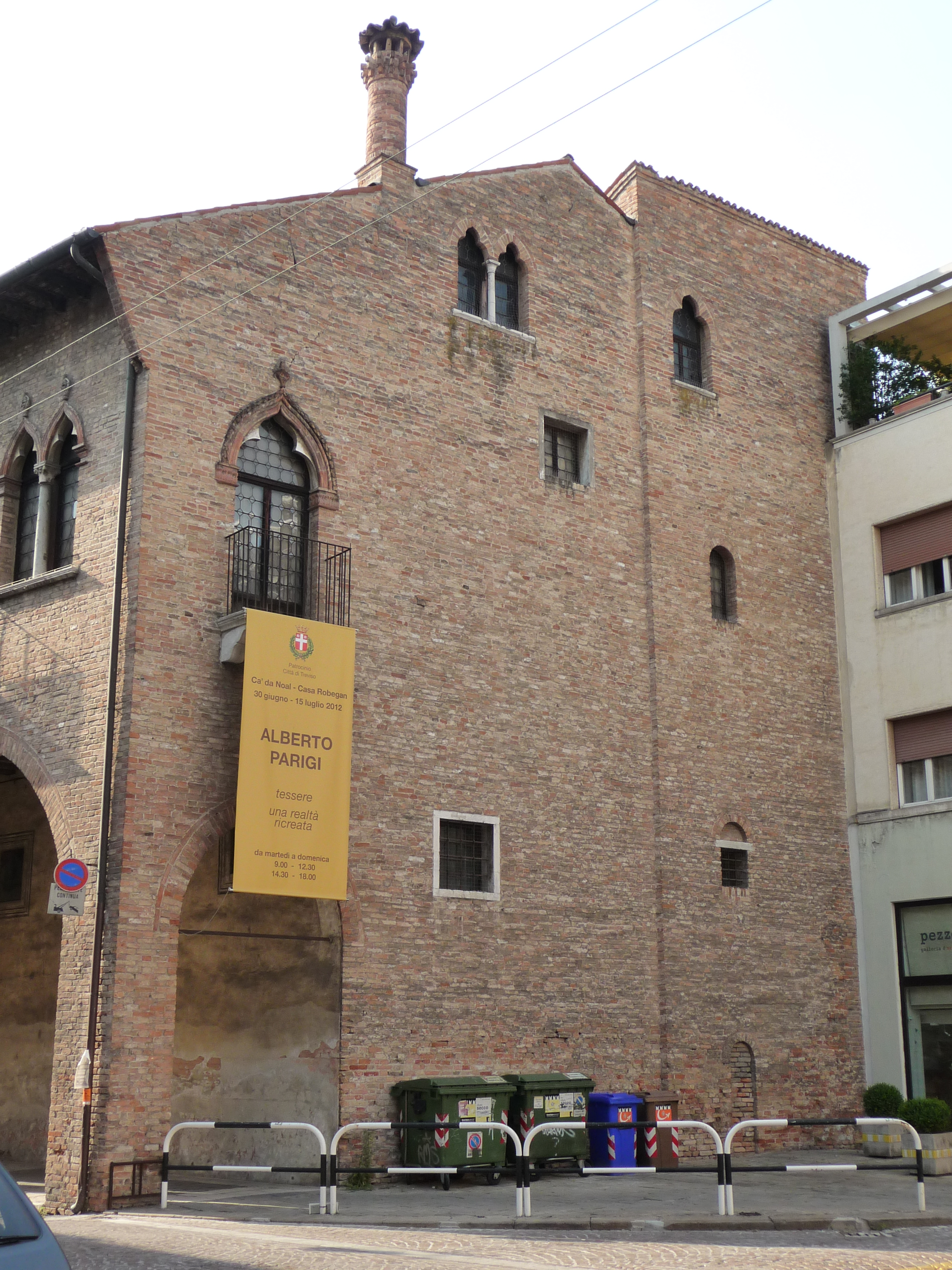
Facciata laterale di Ca' da Noal
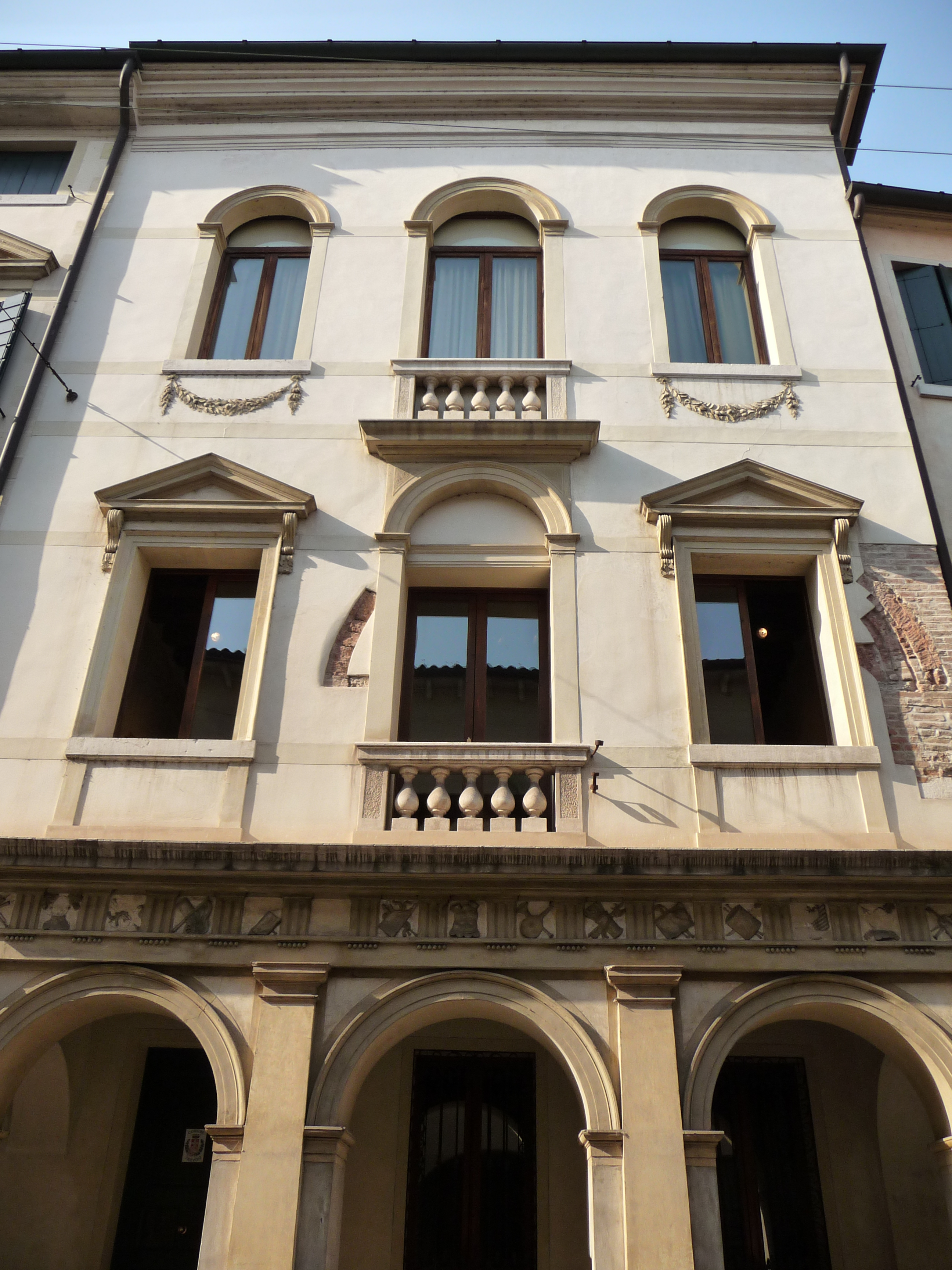
Facciata del civico 44
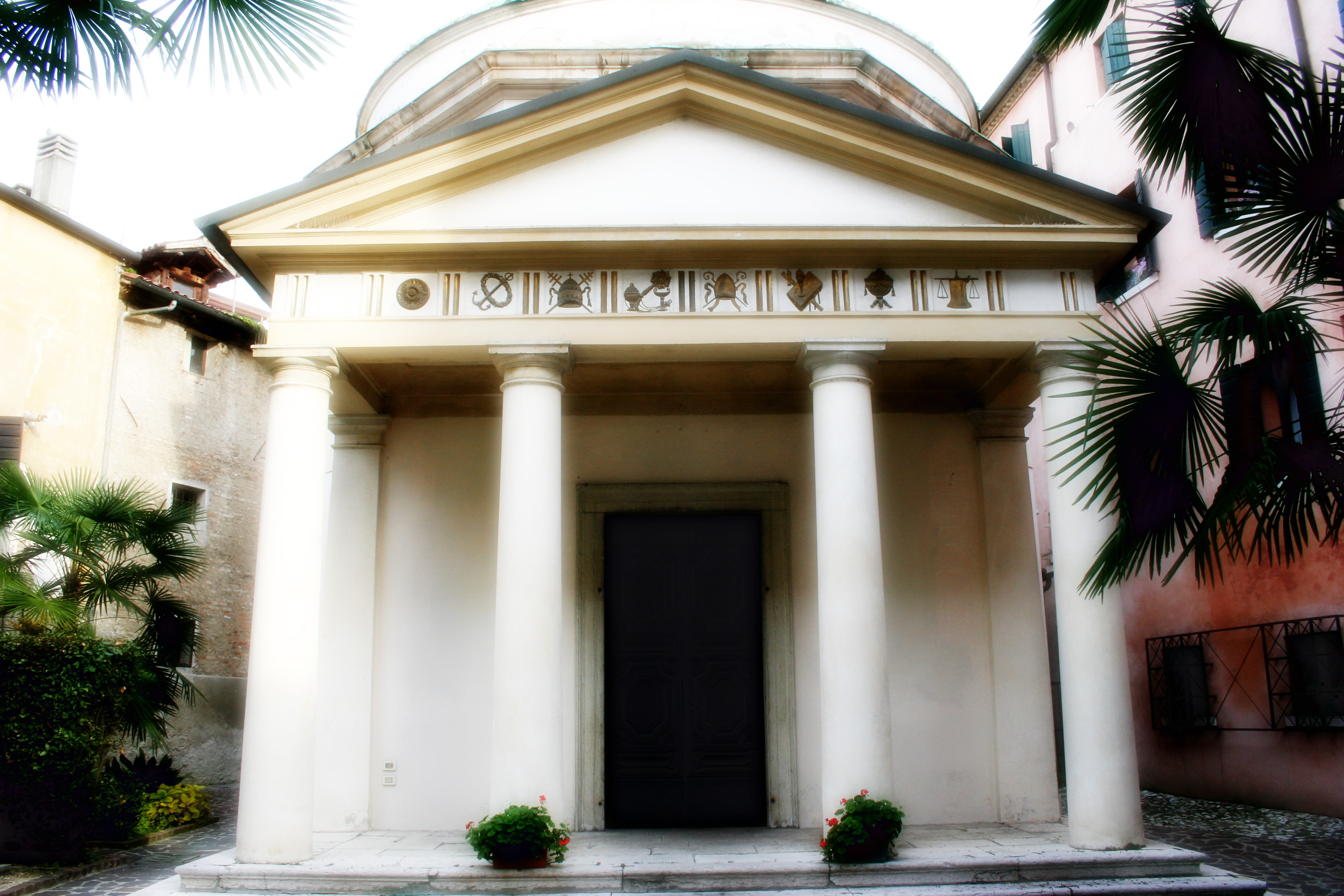
Tempietto del Beato Enrico
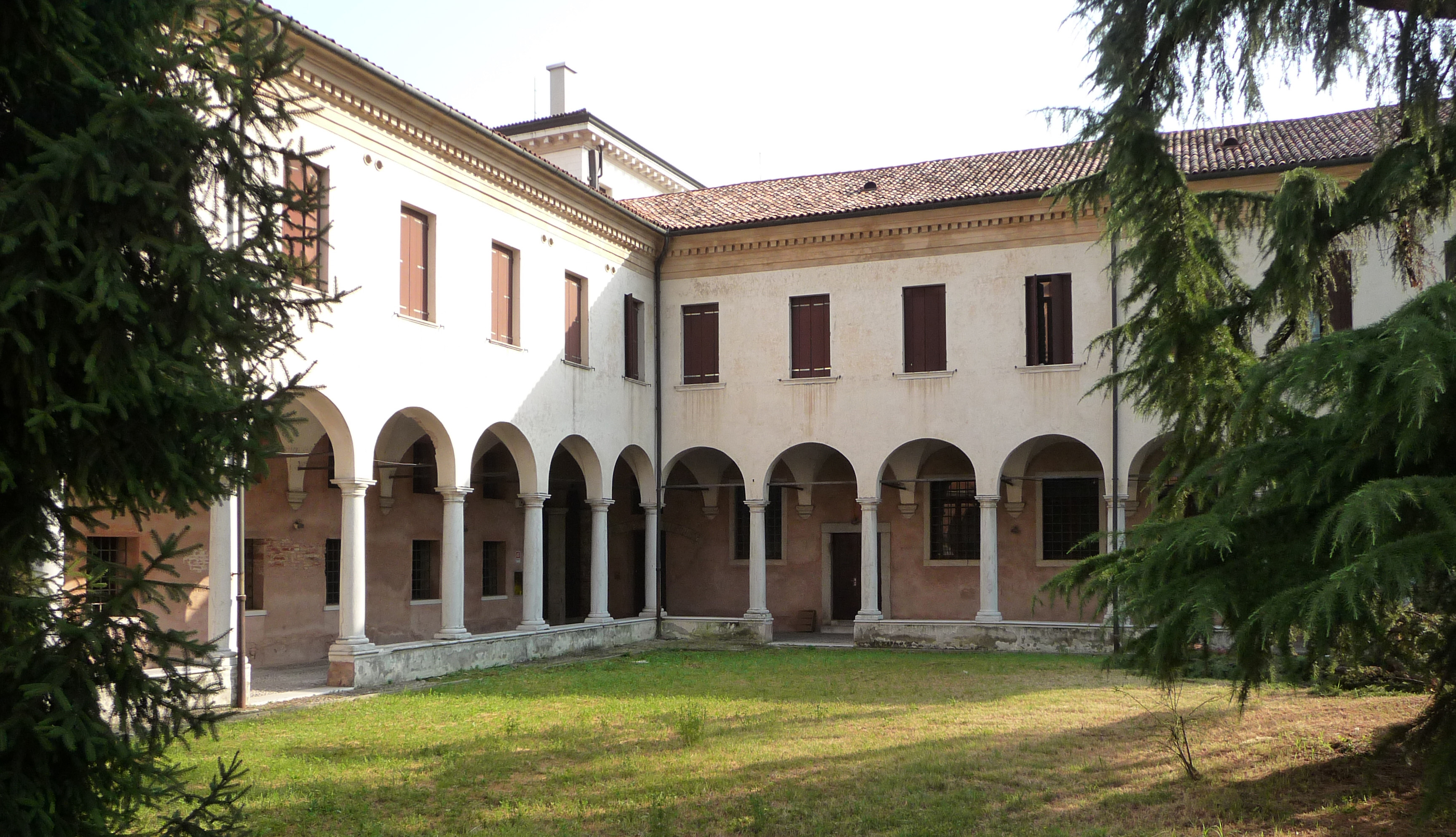
Chiostro maggiore dell'ex monastero delle Benedettine
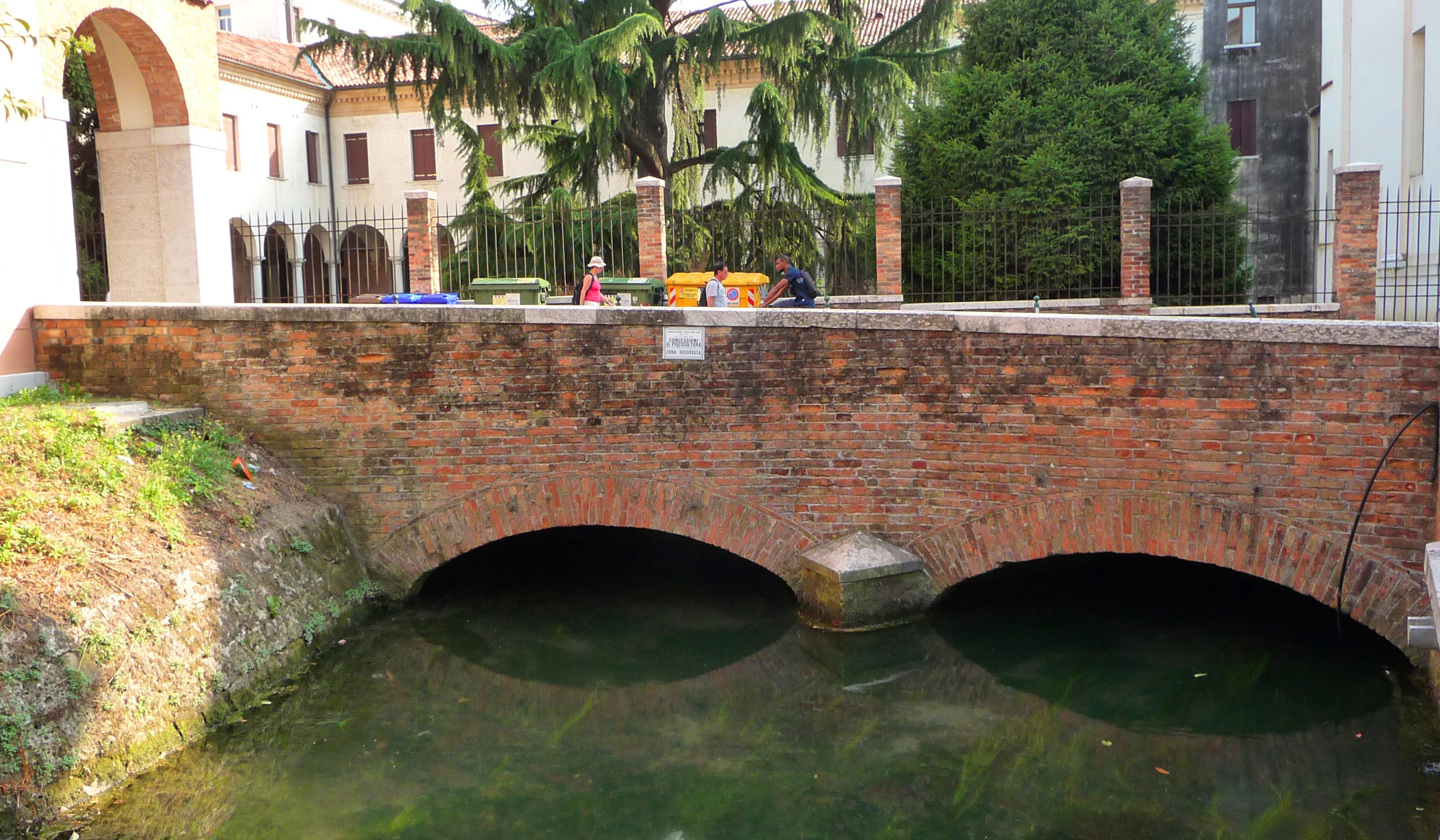
Ponte di San Chiliano